# Tau2 Eridana
Tau² Eridana (τ² Eridani, krajše Tau² Eri, τ² Eri), tudi Angetenar, je zvezda v ozvezdju Eridana. Vidna je že s prostim očesom, ker ima navidezno magnitudo 4,78. Razdalja do te zvezde je sodeč po meritvah paralakse enaka 187 svetlobnih let.

## Nomenklatura
τ² Eridana (Latinizirano v Tau² Eridana) je Bayerjevo poimenovanje sistema. Zvezda je le ena iz sistema zvezd, ki si delijo Bayerjevo poimenovanje Tau Eridana.
Tradicionalno ime Angetenar izvira iz arabske besede Al Ḥināyat an-Nahr, kar pomeni okljuk reke, blizu katere tudi leži. Leta 2016 je IAU zaposlila Aktiv za imena zvezd (WGSN), da katalogizira in standardizira uradna imena zvezd. WGSN je 30. junija 2017 odobril ime Angetenar. Sedaj je to ime vključeno v Seznam IAU-odobrenih imen zvezd.
V kitajščini pomeni 天苑 (Tiān Yuàn) Nebesni travnik, ki je tudi asterizem. Zvezde, ki ga sestavljajo so: Tau² Eridana, Gama Eridana, Pi Eridana, Delta Eridana, Epsilon Eridana, Zeta Eridana, Eta Eridana, Pi Kita, Tau1 Eridana, Tau3 Eridana, Tau4 Eridana, Tau⁵ Eridana, Tau⁶ Eridana, Tau7 Eridana, Tau8 Eridana in Tau9 Eridana. Drugo kitajsko ime za Tau2 Eridana je 天苑九 (Tiān Yuàn jiǔ, slovensko - "Deveta zvezda Nebesnega travnika").

## Lastnosti
Tau² Eridana je stara zvezda orjakinja tipa K z zvezdnim razredom K0III. Spada v razred rdečih orjakinj na vodoravni veji Hertzsprung-Russellovega diagrama, kar kaže na to, da sedaj proizvaja energijo s termonuklearno fuzijo helija v skorji.
Po 660 milijon letih življenja ima Tau² Eridana 2,4-kratno maso Sonca, narasla pa je na več kot 8 Sončevih polmerov. Sveti s skoraj 43 Sončeve izsevnosti. Površinska temperatura meri 5 049 K.
Je članica Tankega galaktičnega diska.